# Stimmkreis Weilheim-Schongau
Der Stimmkreis Weilheim-Schongau (Stimmkreis 131) ist ein Stimmkreis in Oberbayern. Er umfasst die Städte Penzberg, Schongau, Weilheim i.OB und die Gemeinden Altenstadt, Antdorf, Bernbeuren, Böbing, Burggen, Eberfing, Eglfing, Habach, Hohenfurch, Hohenpeißenberg, Huglfing, Ingenried, Oberhausen, Obersöchering, Pähl, Peißenberg, Peiting, Polling, Prem, Raisting, Rottenbuch, Schwabbruck, Schwabsoien, Sindelsdorf, Steingaden, Wessobrunn, Wielenbach, Wildsteig des Landkreises Weilheim-Schongau sowie die Gemeinden Bad Bayersoien, Bad Kohlgrub, Eschenlohe, Ettal, Großweil, Murnau a.Staffelsee, Oberammergau, Oberau, Ohlstadt, Riegsee, Saulgrub, Schwaigen, Seehausen a.Staffelsee, Spatzenhausen, Uffing a.Staffelsee und Unterammergau des Landkreises Garmisch-Partenkirchen.

## Landtagswahl 2023
Zur Landtagswahl 2023 traten folgende Parteien und Direktkandidaten im Stimmkreis Weilheim-Schongau an und erzielten folgende Ergebnisse:
| Nr. | Direktkandidat         | Partei           | Erststimmen in % | Gesamtstimmen in % |
| --- | ---------------------- | ---------------- | ---------------- | ------------------ |
| 1   | Harald Kühn            | CSU              | 33,5             | 34,0               |
| 2   | Andreas Krahl          | GRÜNE            | 14,7             | 14,4               |
| 3   | Susann Enders          | Freie Wähler     | 20,7             | 20,3               |
| 4   | Benjamin Nolte         | AfD              | 12,8             | 12,7               |
| 5   | Dominik Streit         | SPD              | 6,6              | 6,6                |
| 6   | Yannick Böge           | FDP              | 2,6              | 2,6                |
| 7   | Martin Neuner          | LINKE            | 1,2              | 1,2                |
| 8   | Markus Wagner          | BP               | 1,4              | 1,4                |
| 9   | Agnes Edenhofer        | ÖDP              | 4,0              | 3,6                |
| 10  | -                      | Die PARTEI       | -                | 0,3                |
| 11  | Gregor Schulze-Hädrich | Tierschutzpartei | 1,1              | 1,1                |
| 12  | Marco Döring           | V-Partei³        | 0,2              | 0,2                |
| 13  | -                      | PdH              | -                | 0,1                |
| 14  | Wolfgang Seitz         | dieBasis         | 1,2              | 1,2                |
| 15  | -                      | Volt             | -                | 0,3                |

## Landtagswahl 2018
Im Stimmkreis waren insgesamt 128.047 Einwohner wahlberechtigt. Die Landtagswahl am 14. Oktober 2018 hatte folgendes Ergebnis:
| Direktkandidat        | Partei               | Erststimmen in % | Gesamtstimmen in % | Veränderung der Gesamtstimmen im Vergleich zur Landtagswahl 2013 in % |
| --------------------- | -------------------- | ---------------- | ------------------ | --------------------------------------------------------------------- |
| Harald Kühn           | CSU                  | 35,8             | 35,9               | - 14,6                                                                |
| Dominik Streit        | SPD                  | 6,8              | 7,0                | − 9,6                                                                 |
| Susann Enders         | Freie Wähler         | 15,3             | 15,6               | + 7,1                                                                 |
| Andreas Krahl         | GRÜNE                | 18,7             | 18,3               | + 10,5                                                                |
| Martin Zeil           | FDP                  | 4,6              | 4,2                | + 1,4                                                                 |
| Rolf-Werner Podlewski | LINKE                | 2,3              | 2,4                | + 0,6                                                                 |
| Regina Schropp        | BP                   | 3,3              | 3,0                | − 2,3                                                                 |
| Maiken Winter         | ÖDP                  | 3,1              | 3,0                | - 1,1                                                                 |
| Carsten Pfuhl         | PIRATEN              | 0,5              | 0,4                | - 1,2                                                                 |
| Rüdiger Imgart        | AfD                  | 8,6              | 8,4                | + 8,4                                                                 |
| -                     | LKR                  | -                | 0,0                | + 0,0                                                                 |
| Heiner Putzier        | mut                  | 0,5              | 0,5                | + 0,5                                                                 |
| -                     | Die Humanisten       | -                | 0,1                | + 0,1                                                                 |
| -                     | Die Partei           | -                | 0,2                | + 0,2                                                                 |
| -                     | Gesundheitsforschung | -                | 0,1                | + 0,1                                                                 |
| -                     | Tierschutzpartei     | -                | 0,4                | + 0,4                                                                 |
| Maike Seewald         | V-Partei³            | 0,5              | 0,5                | + 0,5                                                                 |

Neben dem direkt gewählten Stimmkreisabgeordneten Harald Kühn (CSU) wurden die Direktkandidaten der Freien Wähler, Susann Enders, und der Grünen, Andreas Krahl, in den Landtag gewählt.

## Landtagswahl 2013
Wahlberechtigt waren bei der Landtagswahl vom 15. September 2013 insgesamt 125.501 Einwohner. Die Wahl hatte im Stimmkreis Weilheim-Schongau folgendes Ergebnis:
| Direktkandidat    | Partei       | Erststimmen in % | Gesamtstimmen in % | +/- Gesamtstimmen ggü. 2008 in %-P. |
| ----------------- | ------------ | ---------------- | ------------------ | ----------------------------------- |
| Harald Kühn       | CSU          | 49,2             | 50,4               | + 8,2                               |
| Albert Thurner    | SPD          | 14,5             | 16,6               | + 0,6                               |
| Matthias Demmel   | Freie Wähler | 9,3              | 8,5                | - 1,3                               |
| Alfred Honisch    | GRÜNE        | 8,6              | 7,9                | - 2,4                               |
| Sebastian Krieger | FDP          | 2,8              | 2,8                | - 6,2                               |
| Johann Hahn       | LINKE        | 2,0              | 1,8                | - 1,9                               |
| Rudolf Kühn       | ÖDP          | 4,7              | 4,1                | + 0,1                               |
| Marco Schielke    | REP          | 0,8              | 0,7                | - 0,2                               |
| Regina Schropp    | BP           | 6,3              | 5,3                | + 2,6                               |
| -                 | BüSo         | -                | 0,0                | 0,0                                 |
| -                 | Die Freiheit | -                | 0,1                | n.k.                                |
| Christian Ächter  | PIRATEN      | 1,8              | 1,7                | n.k.                                |

## Landtagswahl 2008
Die Landtagswahl 2008 hatte folgendes Ergebnis:
| Direktkandidat          | Partei       | Erststimmen in % | Gesamtstimmen in % | Veränderung der Gesamtstimmen im Vergleich zur Landtagswahl 2003 in % |
| ----------------------- | ------------ | ---------------- | ------------------ | --------------------------------------------------------------------- |
| Renate Dodell           | CSU          | 42,5             | 42,3               | - 22,6                                                                |
| Dominic Scales          | SPD          | 15,5             | 16,0               | - 0,2                                                                 |
| Gabriela Seitz-Hoffmann | GRÜNE        | 9,0              | 10,3               | + 2,2                                                                 |
| Matthias Demmel         | Freie Wähler | 10,7             | 9,8                | + 7,7                                                                 |
| Klaus Breil             | FDP          | 9,0              | 9,0                | + 7,0                                                                 |
| Andreas Schön           | REP          | 0,9              | 0,9                | - 0,5                                                                 |
| Rudolf Kühn             | ödp          | 4,4              | 4,0                | + 0,6                                                                 |
| Johann Gattinger        | BP           | 2,7              | 2,7                | + 1,3                                                                 |
| -                       | BüSo         | -                | 0,0                | 0,0                                                                   |
| Hans Hahn               | LINKE        | 3,8              | 3,7                | + 3,7                                                                 |
| Hans Neumeyer           | VIOLETTE     | 0,6              | 0,5                | + 0,5                                                                 |
| Eduard Hornsteiner      | NPD          | 0,8              | 0,8                | + 0,8                                                                 |